# Kotera Kazuki
Kazuki Kotera (小寺 一生, sinh ngày 10 tháng 7 năm 1983) là một cầu thủ bóng đá người Nhật Bản.

## Sự nghiệp câu lạc bộ
Kazuki Kotera đã từng chơi cho Sagawa Printing, Okinawa Kariyushi FC và FC Ryukyu.